# Swintonia
Swintonia is een geslacht uit de pruikenboomfamilie (Anacardiaceae). De soorten uit het geslacht komen voor van in Bangladesh tot in West- en Centraal-Maleisië.

## Soorten
- Swintonia acuta Engl.
- Swintonia floribunda Griff.
- Swintonia foxworthyi Elmer
- Swintonia glauca Engl.
- Swintonia minuta Evrard
- Swintonia minutalata Ding Hou
- Swintonia parkinsonii (C.E.C.Fisch.) Kosterm.
- Swintonia pierrei Hance
- Swintonia robinsonii Ridl.
- Swintonia sarawakana Kochummen
- Swintonia schwenckii (Teijsm. & Binn.) Teijsm. & Binn.
- Swintonia spicifera Hook.f.
- Swintonia whitmorei (Kochummen) Kosterm.

... · 
Anacardium · 
Bouea · 
Buchanania · 
Cotinus · 
Mangifera · 
Pistacia (Pistache) · 
Protorhus · 
Rhus · 
Schinus · 
Sclerocarya · 
Sorindeia · 
Spondias · 
Toxicodendron · 
...